# Neue Partei Sakigake
Die Neue Partei Sakigake (japanisch 新党さきがけ, Shintō Sakigake; etwa Neue Partei Vorbote; englisch New Party Harbinger, NPH) war eine im Juni 1993 entstandene kleine Abspaltung von Abgeordneten der Liberaldemokratischen Partei (LDP) unter Führung von Masayoshi Takemura. Wie die LDP war die Neue Partei Sakigake eine konservative Partei, forderte aber Reformen in einzelnen Bereichen, unter anderem der Regelung der kommunalen Finanzen und beim Umweltschutz.
Anfangs arbeitete die Neue Partei Sakigake mit der fast zeitgleich aus der LDP ausgegründeten Erneuerungspartei und der ein Jahr älteren Neuen Japan-Partei in der Opposition zusammen, so dass Premierminister Miyazawa Kiichi die Mehrheit im Parlament verlor. Die Neue Partei Sakigake beteiligte sich an einer Koalition aller bisherigen Oppositionsparteien mit Ausnahme der Kommunistischen Partei. Nachdem jedoch die nun folgenden beiden Regierungen ohne LDP-Beteiligung nach kaum einem Jahr an inneren Streitigkeiten zusammengebrochen waren, ging die Sakigake gemeinsam mit den Sozialdemokraten eine Koalition mit der LDP ein. Unter Premierminister Tomiichi Murayama stellte die Sakigake zwei Minister.
Seit der ersten Gründung der Demokratischen Partei (DPJ) im Jahr 1996, an der Teile der Sakigake beteiligt waren, existierte sie im Wesentlichen nur noch als kleine Oberhausfraktion. Auch das Ende der formellen Zusammenarbeit mit der LDP – im Parlament kooperierte sie weiterhin – eine Betonung ihres ökologischen Programms und eine offizielle Umbenennung in Sakigake (japanisch さきがけ, englisch nun Sakigake Party) im Oktober 1998 konnten den allmählichen Niedergang nicht aufhalten. Bei den Oberhauswahlen 1998 und den Unterhauswahlen 2000 erhielt die Sakigake jeweils Null Mandate und verfügte danach nur noch über die drei Sitze im Oberhaus, die 1998 nicht zur Wahl standen.
Nachdem sich weitere Sakigake-Mitglieder der DPJ angeschlossen hatten, löste sich die Partei im Januar 2002 auf. Der eine verbleibende Oberhausabgeordnete Atsuo Nakamura gründete die Grüne Konferenz (みどりの会議, midori no kaigi), die zwar auf nationaler Ebene bedeutungslos war, aber bei Regionalwahlen Achtungserfolge erzielen konnte. Diese ist inzwischen Teil der Gruppierung Grüner Tisch (みどりのテーブル, midori no tēburu), die 2008 Teil der Midori no Mirai („Grüne Zukunft“) wurde.